# 주앙 로렌수
주앙 마누엘 곤살베스 로렌수(포르투갈어: João Manuel Gonçalves Lourenço, 1954년 3월 5일~)는 앙골라의 정치인으로 2017년 9월 26일부터 앙골라의 대통령을 역임하고 있다. 이전에는 2014년부터 2017년까지 국방부 장관을 지냈다. 2018년 9월 여당 앙골라 해방인민운동(MPLA)의 의장이 되었다. 그는 1998년부터 2003년까지 당의 사무총장을 지냈다.

## 교육 및 군사 경력
로렌수는 루안다 산업 연구소에서 공부한 후 1974년 8월 폰타 네그라에서 해방 투쟁에 참여했으며, 그곳에서 포르투갈 식민지 정권이 무너진 후 미콩고를 거쳐 카빈다로 앙골라 영토로 들어간 최초의 MPLA 군인 그룹의 일원이 되었다.
그는 앙골라 독립 전쟁에서 포르투갈에 대항하여 싸우면서 그의 군대 경력을 시작했고 앙골라 내전에서 MPLA의 일원으로 싸웠다. 로렌수는 포병 훈련을 수행했고 그 후 MPLA의 정치 장교가 되었다. 1978년에 로렌수는 소련으로 여행을 갔고 레닌 군사 정치 아카데미에서 공부했고 그곳에서 그는 군사 훈련을 더 진행했고 역사 과학에서 석사 학위를 마쳤다. 그는 나중에 1982년에 앙골라로 돌아갔다. 이제 포병 장군인 로렌수는 정치 쪽으로 전향했고 1984년에 모시쿠주로 임명되었다.

## 정치 경력
로렌수의 초기 정치는 주로 게릴라 군인들의 사기를 높게 유지하는 데 책임이 있는 장교로서 MPLA 안에 갇혀 있었다. 1984년 모시쿠주로 임명된 후, 그는 여당의 대열을 뚫고 계속해서 올라섰다. 그는 또한 MPLA 지방 위원, 제3군 정치 지역 군사 위원회 의장, MPLA 제1비서, 벵겔라주의 지방 위원을 역임했다. 그는 1992년부터 1997년까지 MPLA의 정보 장관이었고 1993년부터 1998년까지 국회 MPLA 의회 그룹의 의장이었다.
당 대회에서, 그는 1998년 12월 12일 MPLA의 사무총장으로 선출되었다. 그의 당선은 조제 에두아르두 두스 산투스 대통령의 호의와 관련이 있다고 전해졌고, 로렌수가 어느 시점에서 장기 집권하고 있는 두스 산투스의 뒤를 이을 가능성이 있다고 여겨졌다. 그러나, 2001년 두스 산투스가 대통령 재선에 도전하지 않겠다고 말한 후, 루렌수는 공개적으로 MPLA의 대통령 후보가 되는 것에 관심을 표명했고, 그로 인해 퇴임할 진정한 의도는 없었지만 정치적인 경쟁자들을 폭로하려고 했던 두스 산투스와의 그의 지위를 손상시켰다. 줄랑 마테우스 파울루가 2003년 12월 당 대회에서 그의 뒤를 이어 MPLA 사무총장이 되었다.
로렌수는 2003년부터 2014년까지 국회의 첫 번째 부의장이었다. 그는 2014년 4월에 국방부 장관으로 임명되었고, 2016년 8월에 MPLA의 부의장으로 지정되었다. 2018년 9월에 그는 조제 에두아르두 두스 산투스의 후임으로 MPLA의 의장이 되었다.

## 사생활
그는 2016년 10월까지 워싱턴 D.C. 세계은행에서 직책을 맡았던 MPLA 의회 의원이자 전 기획부 장관인 아나 아폰소 디아스 로렌수와 결혼했다. 이들은 6명의 자녀를 두고 있으며, 모두 MPLA에서 현재 활동 중이다. 토착 음분두어와 포르투갈어 외에 러시아어, 스페인어, 영어를 구사한다.

## 역대 선거 결과
| 선거명      | 직책명          | 대수 | 정당                | 득표율 | 득표수 | 결과 | 당락 |
| ----------- | --------------- | ---- | ------------------- | ------ | ------ | ---- | ---- |
| 2017년 선거 | 앙골라의 대통령 | 3대  | 앙골라 해방인민운동 | 68.18% | 150표  | 1위  |      |
| 2022년 선거 | 앙골라의 대통령 | 3대  | 앙골라 해방인민운동 | 56.36% | 124표  | 1위  |      |